# Marie Masmonteil
Pour les articles homonymes, voir Masmonteil.
Marie Masmonteil est une productrice française, associée avec Denis Carot au sein de la société Elzévir films.
Elle a étudié au Lycée Edmond-Perrier, en Corrèze, et a ensuite fait l’École nationale d'administration (France), elle finit finalement dans le cinéma, sa passion de toujours. (comme explique un ancien camarade devenu professeur d’histoire géographie dans ce meme Lycée : J-M Four. )
Elle a été Présidente et Vice-Présidente du Syndicat des Producteurs Indépendants.

## Filmographie sélective
- 1998 : Ça ne se refuse pas d'Eric Woreth
- 1999 : Pourquoi pas moi ? de Stéphane Giusti
- 2001 : Bella ciao de Stéphane Giusti
- 2004 : Tout le plaisir est pour moi d'Isabelle Broué
- 2005 : Va, vis et deviens de Radu Mihaileanu
- 2005 : Le Domaine perdu de Raoul Ruiz
- 2006 : Pour aller au ciel, il faut mourir de Jamshed Usmonov
- 2006 : La Vallée des fleurs de Pan Nalin
- 2007 : Chacun son cinéma, film collectif
- 2007 : Sans moi d'Olivier Panchot
- 2008 : Made in Italy de Stéphane Giusti
- 2009 : La Domination masculine de Patric Jean
- 2011 : Le Roman de ma femme de Jamshed Usmonov
- 2011 : Tous au Larzac de Christian Rouaud
- 2011 : La Source des femmes de Radu Mihaileanu
- 2014 : De guerre lasse d'Olivier Panchot
- 2014 : Party Girl de Marie Amachoukeli, Claire Burger et Samuel Theis
- 2014 : Le Procès de Viviane Amsalem de Ronit et Schlomi Elkabetz
- 2014 : À la vie de Jean-Jacques Zilbermann
- 2015 : Par accident de Camille Fontaine
- 2016 : Bonjour Anne (Paris Can Wait) d'Eleanor Coppola
- 2017 : Grand Froid de Gérard Pautonnier
- 2017 : La Fête est finie de Marie Garel-Weiss
- 2019 : Meltem de Basile Doganis
- 2020 : Mica d'Ismaël Ferroukhi
- 2020 : Douce France de Geoffrey Couanon
- 2021 : L'Horizon d'Emilie Carpentier
- 2022 : Reprise en main de Gilles Perret
- 2023 : Avant l'effondrement d'Alice Zeniter et Benoît Volnais
- 2023 : Sur la branche de Marie Garel-Weiss
- 2023 : La Ferme des Bertrand de Gilles Perret
- 2024 : Dans l'ombre (mini-série télévisée)

## Distinctions

### Récompenses
- 2012 : César du meilleur film documentaire pour Tous au Larzac

### Décorations
- Officière de l'ordre des Arts et des Lettres. Elle est promue au grade d’officier par l’arrêté du 13 février 2015[2].